# Eduard Devrient
Philipp Eduard Devrient, född den 11 augusti 1801 i Berlin, död den 4 oktober 1877 i Karlsruhe, var en tysk skådespelare, teaterledare och teaterhistoriker. Han var brorson till Ludwig Devrient och bror till Karl August Devrient och Gustav Emil Devrient samt far till Otto Devrient.
Devrient var 1819–1834 anställd vid kungliga operan i Berlin men förlorade sin beundrade barytonröst och övergick 1835 till talscenen, där hans sällsynta tekniska säkerhet förskaffade honom en aktad ställning först vid kungliga teatern i Berlin till 1844, därefter vid hovteatern i Dresden, där han 1844–1846 också dokumenterade sig som en utmärkt regissör. Han ledde 1852–1870 på ett mönstergillt sätt hovteatern i Karlsruhe. 
Bestående värde äger Devrients livsverk Geschichte der deutschen Schauspielkunst (5 band, 1848–1874, ny upplaga 1929). Bland hans övriga verk märks Dramatische und dramaturgische Schriften (10 band, 1846–1874), Das Nationaltheater des neuen Deutschlands (1848) samt Das Passionsspiel im Dorfe Oberammergau (1851). Devrient skrev även texten till Heinrich Marschners opera Hans Heiling.